# Wayne Swan

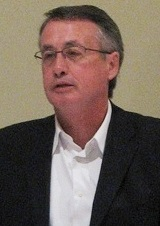
Wayne Swan

Wayne Swan (* 30. Juni 1954 in Nambour) ist ein australischer Politiker.

## Leben
Nach seiner Schulzeit studierte Swan Wirtschaftswissenschaften an der University of Queensland und erhielt dort einen Bachelor of Arts. Er wurde Mitglied der Australian Labor Party (ALP). Von 1993 bis 1996 und von 1998 bis 2019 war Swan Abgeordneter im Australischen Parlament. Von 2007 bis Juni 2013 war er Finanzminister von Australien unter den Premierministern Kevin Rudd und Julia Gillard und unter Gillard von Juni 2010 zusätzlich stellvertretender Premierminister in Australien. Nach der Abwahl von Gillard als Premierministerin zog sich auch Swan aus der Regierung zurück. 2019 trat er nicht mehr zur Wahl an.
Swan ist verheiratet und hat drei Kinder.